# Алкерубин
Алкерубин (порт. Alquerubim)  —  район (фрегезия) в Португалии,  входит в округ Авейру. Является составной частью муниципалитета  Албергария-а-Велья. Находится в составе крупной городской агломерации Большое Авейру. По старому административному делению входил в провинцию Бейра-Литорал. Входит в экономико-статистический  субрегион Байшу-Воуга, который входит в Центральный регион. Население составляет 2390 человек. Занимает площадь 15,44 км².
Покровителем района считается Святая Маринья.